# Tillandsia 'Fire And Ice'
Tillandsia 'Fire And Ice' es un cultivar híbrido del género Tillandsia perteneciente a la familia Bromeliaceae.
Es un híbrido creado en  el año 1985 con las especies Tillandsia  stricta × desconocido.